# Smith Flyer
Smith Flyer — американский автомобиль, производившимся компанией AO Smith Company в Милуоки с 1915 до 1919 года, когда права на производство были проданы Briggs & Stratton, и он был переименован в Briggs & Stratton Flyer. Smith Flyer — это небольшое, простое, легкое двухместное транспортное средство с деревянной рамой, которая служит одновременно, и рамой, и подвеской. Небольшой бензиновый двигатель установлен на пятом колесе (моторном колесе) которое и приводит в движение Flyer. Колесная база составляла 62 дюйма (1575 мм), колеса были 20 дюймовыми (508 мм) в диаметре, а ширина автомобиля составляла 30 дюймов (762 мм). Поскольку 5-е колесо напрямую приводилось в движение двигателем, двигатель запускался, когда ведущее колесо находилось в воздухе, а затем, когда двигатель был запущен, водитель плавно опускал двигатель (с помощью рычага), после чего автомобиль начинал движение вперед.
Моторное колесо с прямым приводом было разработано Артуром Уильямом Уоллом из Бирмингема, Англия, примерно в 1910 году для привода велосипеда. Идея прикрепления двигателя непосредственно к ведущему колесу не была новой; Фердинанд Порше разработал прямой привод примерно в 1900 году, но мотор-колесо его конструкции было электрическим. AO Smith Корпорация Милуоки, штат Висконсин, приобрела производственные права на моторное колесо Уолла в 1914 году и первой начала производство моторных колес прямого привода для использования на велосипедах, но позже разработала небольшой автомобиль с деревянной рамой, который они назвали «Smith Motorwheel». В 1919 году права на производство были куплены компанией Briggs & Stratton, которая начала производство Motor Wheel и Flyer. Они внесли несколько улучшений в двигатель, увеличив диаметр цилиндра, а также установили новый полностью стальной шатун и магнето маховика. Эти улучшения увеличили выходную мощность до 2 лошадиных сил (1,5 кВт). Компания Briggs & Stratton продвигала Flyer по всей стране и даже выпустила публикацию под названием Motor Wheel Age. В 1925 году, производственные права на Flyer были проданы компании Automotive Electric Services Corporation которая продолжала выпускать Flyer до тех пор, пока не закончились двигатели, а затем они стали использовать электромотор, приводимый в действие батареей.
Компания Briggs & Stratton продолжила выпускать двигатель, который был основой моторного колеса, и адаптировала его для других устройств, таких как газонокосилки и малогабаритное оборудование. Двигатель Motor Wheel был прародителем всех последующих двигателей Briggs & Stratton.
Практически все Flyer были окрашены в красный цвет и были широко известны как " Красный жук ". Flyer занесен в Книгу рекордов Гиннеса как самый недорогой автомобиль всех времен. В списке перечислены 1922 Briggs & Stratton Flyer которые были проданы по цене от $ 125 до 150 $ (эквивалент $ 1930 до $ 2320 в 2020 году).
Несколько автомобилей Smith Flyer находятся в частных коллекциях, а чертежи автомобилей доступны в Интернете.

## Список литературы
- David Burgess Wise, The New Illustrated Encyclopedia of Automobiles
- Altman, Jim, «The Motor Wheel», Antique Automobile, March-April 1971, pp. 9–24.
- McFarlan, Donald, Editor, The Guinness Book of Records, Bantam Books, 1992, page 361.
- Ken W. Purdy, Motorcars of the Golden Past, Galahad Books, NY, pages 98–99.
- Rodengen, Jeff, The Legend of Briggs & Stratton, Write Stuff Syndicate, 1995, pages 30–39.